# 670

670(육백칠십)은 669보다 크고 671보다 작은 자연수다.

## 수학
- 합성수로, 그 약수는 1, 2, 5, 10, 67, 134, 335, 670이다. 진약수의 합은 554이므로, 670은 부족수다.
- 89번째 쐐기수다. 앞의 쐐기수는 665, 다음 쐐기수는 678이다.
- 55번째 불가촉수다. 앞의 불가촉수는 668, 다음은 708이다.
- 10번째 팔면체수다. 앞의 팔면체수는 489, 다음은 891이다.
- {\displaystyle 670=8^{2}+11^{2}+14^{2}+17^{2}}
  - 공차가 3인 네 자연수의 제곱합으로 나타낼 수 있는 수다. 이 성질을 지닌 앞의 수는 574, 다음 수는 774다.
- {\displaystyle 29^{6}-1}은 670으로 나누어떨어진다.

## 과학
- NGC 670(영어판): 삼각형자리 방향에 있는 렌즈형은하.
- 670 오테게베(영어판): 소행성.

## 교통
- 고속도로
  - 주간고속도로 제670호선 (캔자스주-미주리주)(영어판)
  - 주간고속도로 제670호선 (오하이오주)(영어판)
- 기타 도로
  - 현도 제670호선

## 군사
- U-670(영어판, 독일어판): 제2차 세계 대전에 사용된 나치 독일의 군용 전함.

## 문화유산
- 대한민국의 보물 제670호: 김천 직지사 대웅전 삼존불탱화

## 기타
- 연도: 670년, 기원전 670년
- 670년대
- 한국십진분류법에서 음악에 관한 책들이 분류되는 번호.